# Zagórze (gmina Gidle)
Zagórze – wieś w Polsce, położona w województwie łódzkim, w powiecie radomszczańskim, w gminie Gidle. Według Narodowego Spisu Powszechnego Ludności i Mieszkań z 2011 roku liczba ludności we wsi Zagórze to 74 osoby.

## Historia
W latach 1975–1998 miejscowość należała administracyjnie do województwa częstochowskiego.